# Chambost-Longessaigne
Chambost-Longessaigne é uma comuna francesa na região administrativa de Auvérnia-Ródano-Alpes, no departamento de Ródano. Estende-se por uma área de 15,44 km². Em 2010 a comuna tinha 963 habitantes (densidade: 62,4 hab./km²).